# John Nada Saya
John Nada Saya (* 8. August 1978 in Arusha; † August 2011 ebenda) war ein tansanischer Marathonläufer. Sein größter Erfolg war der Sieg beim Mailand-Marathon 2001 in seiner persönlichen Bestzeit von 2:08:57.

## Persönliche Bestzeiten
- Marathon: 2:08:57 am 2. Dezember 2001 in Mailand, Italien[3]
- Halbmarathon: 1:01:19 am 26. März 2000 in Vitry-sur-Seine Frankreich[3]
- 20-km-Lauf: 59:18 am 17. Oktober 2000 in Paris, Frankreich[3]
- 15-km-Lauf: 44:32 am 17. Juni 2001 in Porto, Portugal[3]
- 10-km-Lauf: 28:56 am 7. November 1999 in Paris, Frankreich[3]

## Ergebnisse
Nach seinem Sieg 2001 in Mailand wurde er 2002 Vierter beim Turin-Marathon in 2:11:12 h. Beim Marathon der Weltmeisterschaften 2003 in Paris belegte er den 63. Platz in 2:25:49 h. Im selben Jahr wurde er Zweiter beim JoongAng Seoul Marathon in 2:10:13 h, konnte danach jedoch nicht mehr an seine besten Leistungen anknüpfen.
Eine Auswahl seiner Ergebnisse ist:
| Jahr | Ort                         | Bewerb                       | Typ          | Rang | Zeit (h) |
| ---- | --------------------------- | ---------------------------- | ------------ | ---- | -------- |
| 1997 | Livorno, Italien            | Citta di Livorno             | Marathon     | 1    | 2:20:36  |
| 1998 | Daressalam, Tansania        | Tanzanian Armed Forces Games | Halbmarathon | 3    | 1:03:51  |
| 1999 | Paris, Frankreich           |                              | Halbmarathon | 7    | 1:01:52  |
| 1999 | Arusha, Tansania            | Mt. Meru                     | Halbmarathon | 3    | 1:04:18  |
| 2000 | Granollers, Spanien         |                              | Halbmarathon | 3    | 1:02:57  |
| 2000 | Vitry-sur-Seine, Frankreich | Humarathon                   | Halbmarathon | 1    | 1:01:19  |
| 2000 | Nizza, Frankreich           |                              | Halbmarathon | 2    | 1:02:05  |
| 2000 | Ivry-sur-Seine, Frankreich  | Ivry-sur-Seine Humarathon    | Halbmarathon | 1    | 1:01:19  |
| 2000 | Arusha, Tansania            | Mt Meru International        | Marathon     | 1    | 2:17:03  |
| 2000 | Babati, Tansania            |                              | Halbmarathon | 3    | 1:04:17  |
| 2000 | Chicago, USA                |                              | Marathon     | 21   | 2:19:00  |
| 2001 | Mailand, Italien            |                              | Marathon     | 1    | 2:08:57  |
| 2001 | Berlin, Deutschland         |                              | 25-km-Lauf   | 3    | 1:15:13  |
| 2001 | Logroño, Spanien            | La Rioja                     | Halbmarathon | 1    | 1:03:38  |
| 2001 | Berlin, Deutschland         |                              | 25-km-Lauf   | 3    | 1.15:13  |
| 2001 | Seoul, Korea                | Joong Ang Seoul              | Halbmarathon | 1    | 1:01:58  |
| 2001 | Nizza, Frankreich           |                              | Halbmarathon | 2    | 1:02:05  |
| 2001 | Neuss, Deutschland          |                              | 10-km-Lauf   | 4    | 0:29:10  |
| 2002 | Turin, Italien              |                              | Marathon     | 4    | 2:11:10  |
| 2002 | Fukuoka, Japan              |                              | Marathon     | 6    | 2:13:01  |
| 2003 | Seoul, Korea                | Seoul JoongAng Marathon      | Marathon     | 2    | 2:10:13  |
| 2003 | Saint-Denis, Frankreich     | Weltmeisterschaft            | Marathon     | 62   | 2:25:49  |
| 2006 | Toronto, Kanada             |                              | Marathon     | 15   | 2:23:58  |
| 2008 | Otterndorf, Deutschland     | Küsten                       | Halbmarathon | 2    | 1:06:15  |
| 2009 | Moshi, Tansania             | Kilimanjaro                  | Marathon     | 3    | 2:15:35  |
| 2009 | Hamburg, Deutschland        | Alsterlauf Hamburg           | 10-km-Lauf   | 10   | 0:30:37  |
| 2009 | Kiel, Deutschland           |                              | Halbmarathon | 6    | 1:05:19  |
| 2009 | Bregenz, Österreich         | Sparkasse im Dreiländereck   | Marathon     | 3    | 2:21:32  |